# Jeannys Rache
Jeannys Rache ist das vierte Studioalbum der österreichischen Punkrockband Drahdiwaberl. Es wurde von Tom Granitor produziert. Der bekannteste Song aus dem Album ist Mulatschag der seit seiner Veröffentlichung jedes Konzert der Band, gefolgt von einer grellen Bühnenshow, eröffnet.

## Produktion
Um wieder etwas von sich hören zu lassen, haben Drahdiwaberl bereits im Sommer 1985 mit den Aufnahmen des Albums begonnen, allerdings wurden diese frühzeitig beendet. Um allerdings nicht in Vergessenheit zu geraten, beschloss die Band den Song Mulatschag frühzeitig auf Vinyl zu pressen und im Spätsommer 1985 zu veröffentlichen.
Der Song selbst ist gekennzeichnet durch einen deftigen und leicht einprägbaren Rhythmus, deshalb sollte der Song von nun an jedes Konzert der Band eröffnen und beschließen. Nicht selten kommt es beim Song Mulatschag zu sexuellen Handlungen auf der Bühne, allerdings wurde er gerade dafür aufgenommen.
Obwohl der Song oft im Radio gespielt wurde und beim Publikum ziemlich gut ankam, war die Single wenig erfolgreich, sie schaffte es lediglich auf Platz 28.
Stefan Weber erhoffte sich durch das Album mehr Erfolg und so wurde es noch im Februar 1986 fertiggestellt.
Jeannys Rache stieg zwar hoch in den Verkaufscharts ein (Platz 11), allerdings verschwand es nach kurzer Zeit auch wieder und die Verkaufszahlen blieben stark hinter denen der Vorgänger zurück.

## Inhalt
Der Inhalt des Albums gleicht dem der Vorgänger, im Song Die Rosarote Brille spricht die Band eine Gesellschaft an, die im Anblick von Krisen gerne mal wegschaut und im übertragenen Sinne die rosarote Brille aufsetzt. Der Song Jeanny Part 13 ist eine Parodie auf den Song Jeanny des ehemaligen  Drahdiwaberl-Mitglieds Falco. Bei Erschiess die Zombies wird die langsame Arbeitsweise von Beamten angesprochen.

## Titelliste
1. Die rosarote Brille
2. Smash Crash
3. Dauererektion
4. Sprayback
5. Mulatschag
6. Jeanny Part 13
7. Erschiess die Zombies
8. Stechschrittmambo
9. Schlachtschussapparat
10. Abgang